# GDevelop
GDevelop es un motor de videojuego de código abierto y multiplataforma desarrollado por Florian Rival. Este motor está enfocado en el desarrollo de videojuegos 2D y 3D
El objetivo principal de este motor es que pueda ser utilizado tanto por profesionales, así como por usuarios novatos, empleando un sistema de "Arrastrar y soltar" similar al de motores como Construct, o Stencyl, permitiendo al usuario programar acciones y eventos sin necesidad de poseer conocimientos de programación.

## Características
GDevelop posee una interfaz muy intuitiva, permitiendo utilizar sistemas simples de "Arrastrar y soltar" para su manejo, así mismo posee otras características tales como:
- Compilación en un click para Android, Facebook Messenger, HTML, Microsoft Windows, MacOS, IOS y GNU/Linux, utilizando los servicios de GDevelop.[3]
- Exportación de proyecto para ser compilado manualmente utilizando Electron o Cordova.[4][5]
- Integración nativa con AdMob.[6]

## Uso de GDevelop en la educación
Dado que GDevelop posee una licencia de código abierto, GDevelop ha sido utilizado para la educación, cursos online y otras áreas educacionales.